# Louis Kentner
Louis Philip Kentner (Karviná, 19 luglio 1905 – Londra, 23 settembre 1987) è stato un pianista, compositore e didatta ungherese naturalizzato inglese.
Nacque da una famiglia ungherese a Karviná (nota anche col nome tedesco Karwin), oggi appartenente alla Regione di Moravia-Slesia (Repubblica Ceca) e all'epoca appartenente all'Impero austro-ungarico. Il nome di battesimo è Lajos. Talento precocissimo, studiò a Budapest con Arnold Székely (pianoforte), Zoltán Kodály (composizione) e Leó Weiner (musica da camera), debuttando nel 1916. Compose delle pagine sinfoniche e cameristiche ma acquisì rilevanza internazionale come pianista. Fu apprezzato interprete di Liszt e Chopin ma soprattutto del conterraneo Béla Bartók, di cui eseguì in prima assoluta il secondo concerto per pianoforte e orchestra (1933) e la prima europea del terzo (1948).
Nel 1935 si stabilì in Inghilterra, dove continuò l'attività di pianista e insegnante sino a tardissima età. Ebbe un ampio repertorio, comprendente anche autori quali Lyapunov, Tippett e Walton. Fu attivo anche nella musica da camera, accompagnando per lungo tempo il grande violinista Yehudi Menuhin (suo cognato). Le sue incisioni comprendono musica di Liszt, Chopin, Bach, Bartók, Beethoven, Schubert, Lyapunov, Schulz-Evler, Mozart etc.
Nel 1954 nel Teatro La Fenice di Venezia esegue il Concerto per pianoforte e orchestra n. 3 di Béla Bartók diretto da Sergiu Celibidache.
Nel 1976 condensò la sua vasta esperienza di pianista e insegnante in un libro, Piano (ed. MacDonald - London), tradotto in italiano nel 1990 col titolo Il pianoforte, che tratta di tecnica strumentale e dei grandi pianisti e compositori per pianoforte.

## Libri consigliati
- Louis Kentner - Il pianoforte - ed. Franco Muzzio, 1990 - ISBN 88-7021-498-2